# Barrio Los Reyes
El barrio de los Reyes del pueblo de Iztacalco es uno de los barrios originarios ubicado en la colonia del mismo nombre. 

## Ubicación
Geográficamente se encuentra rodeado por avenidas de gran influencia como el Eje 3 oriente y el Eje 4 sur. A sus orillas se encuentra la estación Coyuya del la línea   del Metro de la Ciudad de México, lo cual le da un movimiento importante a la zona en cuanto a transporte público y comercial. La avenida Recreo es la principal de este barrio y en ella se puede encontrar una cantidad considerable de comercios y puestos ambulantes de comida, principalmente de antojitos.

## Población
Esta comunidad empezó a poblarse a partir de unas cuantas familias alrededor de los años 20.

## Tradiciones
En esta comunidad habitan muchas personas de religión católica. Por ello anualmente se realiza la fiesta de los Reyes Magos, santos patronos el domingo siguiente al 6 de enero. También se celebran otras festividades relacionadas al catolicismo, como el carnaval multicultural conocido como Las máscaras en el mes de marzo.
- Datos: Q5720626